# Gerard von Meijenfeldt
Gerhardus Willem (Gerard) von Meijenfeldt (Buitenzorg (Nederlands-Indië), 19 januari 1915 - Utrecht, 6 maart 1992), zat in het verzet in de Tweede Wereldoorlog, was procureur-generaal in Hollandia, Nieuw-Guinea en officier van justitie in Utrecht.
Gerard von Meijenfeldt was een zoon van Carl von Meijenfeldt (1886-1944), rechter in Nederlands-Indië en gemeenteraadslid in Heemstede en van Maria van Apeldoorn (1887-1965), onderwijzeres. Hij was gehuwd met zijn buurmeisje in Heemstede, Nelly Goverdina Boelhouwer (Heemstede, 9 november 1913 - Utrecht 17 april 2003). Zij hadden geen kinderen.

## Verzet in de Tweede Wereldoorlog
Von Meijenfeldt bracht zijn schooltijd door in Nederlands-Indië en kwam in 1933 met zijn familie in Nederland aan. Hij rondde zijn studie rechtsgeleerdheid aan de Vrije Universiteit Amsterdam af in 1938, ging aansluitend in militaire dienst in Nederlands-Indië en keerde in 1940 terug met groot verlof. Hij gaf gehoor aan de oproep van de Nederlandse regering in ballingschap om de Duitse bezetter heimelijk tegen te werken en trad in dienst van de gemeentepolitie Amsterdam. Na een incident over de Jodenvervolging dook hij in 1943 onder met behulp van de illegale groep van prof.dr. Jan Coops. Daarna deed hij zelf aan het illegale werk mee. In januari 1944 verzorgde hij onder de schuilnaam "Wim de Ridder" in het geheim zijn ernstig zieke vader thuis in Heemstede. Hij vermomde zich met zijn vaders bril, die hij vanwege de sterkte op het puntje van zijn neus moest zetten.
Op 15 maart 1945 had Gerard als Chef-Staf Gemotoriseerde reserve K.P. Amsterdam de leiding over een transport per bakfiets van 103 overalls en 85 helmen, waarbij hij door toeval gewapend was. Doordat het afleveradres achter de Marnixstraat 202 in Amsterdam draalde met het in ontvangst nemen van de goederen ontstond vertraging. De onderscharleider der Landwacht Berend IJpelaar kwam aanlopen, trok zijn wapen en gelastte de vier mannen op een rij te gaan staan. Van een moment van onoplettendheid maakte Von Meijenfeldt gebruik om zijn wapen te trekken. Zij schoten gelijk op elkaar; ook twee van de anderen schoten. Von Meijenfeldt vluchtte met de bakfietsrijder en werd achternagezeten en beschoten, waardoor de anderen konden wegkomen. Uiteindelijk bleek IJpelaar met vier kogels te zijn neergeschoten; de Duitse Sicherheitsdienst wist de zaak niet op te lossen.

## Militaire dienst
Na de bevrijding volgde rechtsherstel in functie. Gerard von Meijenfeldt werd gedetacheerd als Militair Commissaris voor Inbewaringstelling en Vrijlating van politieke delinquenten bij het parket van het Bijzonder Gerechtshof van Amsterdam. Een jaar later volgde detachering als officier-fiscaal bij hetzelfde parket. Het volgende jaar verruilde hij de Gemeentepolitie met het Openbaar Ministerie te Alkmaar. De militaire dienst deed weer een beroep op hem en hij vertrok in de zomer van 1948 als kapitein naar Nederlands-Indië, waar hij auditeur-militair bij de Krijgsraad te velde te Bandoeng werd en vervolgens hoofd-auditeur in Djakarta. In 1950 volgde Europees verlof en benoeming in de rang van reserve-eerste luitenant. Tien jaar later werd hij eervol uit militaire dienst ontslagen. Hij keerde als Hoofd Parket Openbaar Ministerie terug in Alkmaar en werd daar later benoemd tot waarnemend substituut-officier van justitie. In 1959 werd hij benoemd tot substituut-officier van justitie in Utrecht.

## Affaire-Gonsalves
Eind 1959 nam Gerard von Meijenfeldt de functie aan van procureur-generaal van Nieuw-Guinea. Hij werd verondersteld vooral de Indonesische infiltratie aan te pakken, maar al na een maand zegde hij zich te storen aan de lage juridische moraal van het bevoegde gezag, vooral in verband met illegale briefcensuur. Toen hieraan geen einde kwam besloot hij - mede gelet op Amerikaanse druk om het Nederlandse gezag op te geven - naar Nederland terug te keren. De katalysator voor zijn vertrek was de affaire-Gonsalves, een 26-jarige controleur eerste klasse in de Baliemvallei op Nieuw-Guinea, een ontoegankelijk gebied met circa 60.000 Dani (een Papoeastam). Hij vermoordde en martelde enkele Dani en verbrandde hun hutten, omdat zij betrokken waren bij varkensdiefstal of onvoldoende werkten aan de landingsbaan van het vliegveld. Tegen hem liep al een bestuurlijk onderzoek, maar Von Meijenfeldt besloot ook een strafrechtelijk onderzoek in te stellen. Gouverneur Pieter Platteel, directeur Binnenlandse Zaken A. Boendermaker en resident F.R.J. Eibrink Jansen wilden het bestuurlijk onderzoek eerst afronden, maar het Gerechtshof verbood bemoeienis van het bestuur met strafvervolging. Desalniettemin ging Von Meijenfeldt met tijdelijke bevriezing van zijn onderzoek akkoord. Uiteindelijk stuurde hij alle processtukken naar Platteel en hervatte het strafonderzoek. Platteel kreeg vanuit Den Haag het advies zijn persoonlijke relatie met Von Meijenfeldt te verbeteren, maar eiste opnieuw bevriezing van het strafonderzoek. Toen dat geen succes had, verzocht hij Den Haag om Von Meijenfeldt direct of na afloop van het onderzoek te ontslaan. Toen deze daarachter kwam, schreef hij Staatssecretaris van Binnenlandse Zaken Theo Bot: "Wie als hoogste gezagsdrager het vertrouwen in justitie opzegt, stort zich zonder meer in het misdadig avontuur van een autoritair regime."
Gerard von Meijenfeldt wilde Gonsalves zelf verhoren, die voor zijn groot verlof en bruiloft in Nederland zat. Gonsalves was bij terugkeer van zijn huwelijksreis geschokt door de tegen hem ingestelde bestuurlijke en strafrechtelijk onderzoeken. Von Meijenfeldt kwam in Nederland aan en verhoorde Gonsalves eind november 1960 samen met de Rijksrecherche gedurende drie dagen. Gonsalves ontkende niets en verklaarde uit noodzakelijke afschrikking en soms uit noodweer te hebben gehandeld. De pers was inmiddels ook goed op de hoogte van de affaire. De katholieke pers was op de hand van Gonsalves en plaatste de kwestie in de hoek van de competentiestrijd tussen bestuur en openbaar ministerie. De protestante en socialistische pers namen geen standpunt in. In zijn eindoordeel concludeerde Von Meijenfeldt dat hij Gonsalves schuldig genoeg achtte aan strafbare feiten om er de rechter over te laten oordelen, maar dat zelfs een geringe straf de eerlijke, hardwerkende en idealistische ambtenaar onevenredig zwaar zou treffen; hij zou hem zelfs graag bij zijn parket inlijven. Von Meijenfeldt adviseerde tot sepot, onder voorwaarde dat er iets zou gebeuren aan de ernstige bestuurlijke aansprakelijkheid voor het op zijn post laten van deze overspannen en daardoor te gewelddadige ambtenaar.
Hoewel er enerzijds opluchting was, vonden de bestuurders dat Von Meijenfeldt buiten zijn mandaat trad. Staatssecretaris Bot schreef aan de Tweede Kamer: “Deze gang van zaken versterkt de reeds eerder gewekte indruk, dat deze procureur-generaal in zijn brieven en rapporten, aan een gebrek aan objectiviteit tevens een gebrek paart aan zorgvuldigheid in zijn formuleringen.” In structurele zin bewerkstelligde Von Meijenfeldt dat Boendermaker al zijn residenten aanschreef dat alleen Nederlandse straffen toelaatbaar waren en het toedienen van lijfstraffen het risico op strafrechtelijke vervolging inhield. Gonsalves werd tegen zijn zin naar de Vogelkop overgeplaatst, en kreeg in 1962 opnieuw een onderzoek tegen zich toen hij – op wens van von Meijenfeldt – naar het Openbaar Ministerie wilde overstappen. In 1994 gebeurde zo'n onderzoek nog eens, toen hij tot voorzitter van het College van Procureurs-Generaal zou worden benoemd, hetgeen opnieuw de landelijke pers haalde. Tegen Eibrink Jansen werden bestuurlijke maatregelen getroffen. Aan Gerard von Meijenfeldt werd eervol ontslag verleend met benoeming tot officier van justitie in zijn laatste standplaats Utrecht tot zijn pensionering in 1980. Hij is nimmer gerehabiliteerd, hoewel vooraanstaande juristen als de hoogleraar strafrecht prof.mr. C. Rüter er op wezen dat niet justitie of de rechter, maar de politiek Gonsalves destijds van vervolging heeft vrijgesteld. Ook werd Von Meijenfeldt niet meer gepromoveerd.

## Turkenproces
Aan het einde van zijn loopbaan in 1979 werkte Gerard von Meijenfeldt aan het zogenaamde Turkenproces. De Utrechtse advocaat Bots bracht naar buiten dat een «meester X» aan diens cliënt Kees C. - verdacht van uitlokking tot moord - strafvermindering in ruil voor informatie uit de Turkse gemeenschap zou hebben toegezegd. Bots had onmiddellijk spijt: 
Ongewild wekte ik de indruk van een grove misstand. Maar daar was geen sprake van. Hij deed wel iets wat volgens mij niet kon, maar dat kwam eerder voort uit impulsiviteit. Hij kon soms wat onberekenbaar zijn, maar nooit op de louche tour. Daar was hij veel te eerlijk voor.
 Het kwaad was echter geschied. Hoofdofficier Van Dijken en zijn beoogde opvolger Herstel wekten de indruk dat de zaak te gecompliceerd was geworden voor Von Meijenfeldt en besloten dat hij tot zijn pensioen met ziekteverlof zou blijven. Hoewel Von Meijenfeldt zelf ontkende dat hij enige toezegging had gedaan, werd zijn als te lankmoedig ervaren optreden tegen de criminaliteit in de media aangehaald. Zijn bijnaam «mr. Sepot» was wel heel zuur in verband met de affaire-Gonsalves. Velen meenden dat hij te naïef en emotioneel was voor zijn functie, maar iedereen sprak van een achtenswaardige of aimabele man.